# Siedlików
Siedlików – wieś w Polsce położona w województwie wielkopolskim, w powiecie ostrzeszowskim, w gminie Ostrzeszów.
Leży przy drodze Ostrzeszów-Mikstat w odległości ok. 7 km od każdego z tych miast i ok. 20 km na południe od Ostrowa Wlkp. Liczy około 1,2 tysiąca mieszkańców.
Wieś królewska w starostwie ostrzeszowskim w powiecie ostrzeszowskim województwa sieradzkiego w końcu XVI wieku.
W latach 1954–1959 wieś należała i była siedzibą władz gromady Siedlików. W latach 1975–1998 miejscowość administracyjnie należała do województwa kaliskiego.
W 1880 r. odkryto tu skarb wyrobów ze srebra.

## Instytucje
- Szkoła Podstawowa im. Stanisława Mikołajczyka w Siedlikowie
- Ochotnicza Straż Pożarna w Siedlikowie

## Zabytki
- kościół pw. św. Andrzeja Apostoła, drewniany, o konstrukcji zrębowej, pochodzący z 1778 roku

## Znani ludzie
- Andrzej Grzyb – polityk Polskiego Stronnictwa Ludowego, poseł na Sejm X, II, IV, V i VI kadencji, poseł do Parlamentu Europejskiego V (w 2004), VII i VIII kadencji.
- Marian Pilot – powieściopisarz i nowelista, autor słuchowisk, scenarzysta filmowy, dziennikarz, eseista, leksykograf i działacz ludowy.